# Beker van Frans-West-Afrika
De Beker van Frans-West-Afrika (Coupe d'Afrique Occidentale Française) was een voetbalbekertoernooi voor clubs uit de Franse kolonie Frans-West-Afrika.
Deelnemers kwamen uit Dahomey (nu Benin), Opper-Volta (nu Burkina Faso), Guinee, Ivoorkust, Frans-Soedan (nu Mali), Mauritanië, Niger en Senegal. Hoewel Togo nooit deel uitmaakte van Frans-West-Afrika konden Togolese clubs toch deelnemen gedurende de laatste vijf edities.
In 1946 werd de West-Afrikaanse voetbalbond opgericht, enkel Mauritanië werd geen lid en in 1951 werd de bond onderdeel van de Franse voetbalbond.
In 1947 ging dan de eerste bekereditie van start met zestien teams uit Senegal. In 1951 ging er ook een bekertoernooi voor rugby van start en een jaar later ook voor basketbal. Het grootste aantal deelnemers was in 1958/59 met 302 clubs.

## Finales
| Seizoen | Finale                 | Finale  | Finale                     |                            | Halvefinalisten            | Halvefinalisten |
| Seizoen | Winnaar                | Uitslag | Finalist                   | verloor van winnaar        | verloor van finalist       |                 |
| ------- | ---------------------- | ------- | -------------------------- | -------------------------- | -------------------------- | --------------- |
| 1947    | US Gorée               | 2 - 1   | ASC Jeanne d'Arc           | Espoir Saint-Louis         | Espérance Rufisque         |                 |
| 1948    | Foyer France Sénégal   | 4 - 0   | Jeunesse Club d'Abidjan    | Saint-Louisienne           | Racing Club de Conakry     |                 |
| 1949    | Racing Club de Dakar   | 3 - 0   | Racing Club de Conakry     | Espoir Saint-Louis         | USC Bassam                 |                 |
| 1949/50 | Racing Club de Conakry | 4 - 2   | Espoir Saint-Louis         | USC Bassam                 | Jeanne d'Arc (Bamako)      |                 |
| 1950/51 | ASC Jeanne d'Arc       | 3 - 1   | Jeanne d'Arc (Bamako)      | Africa Sports              | US Indigène                |                 |
| 1951/52 | ASC Jeanne d'Arc       | 2 - 0   | Etoile Sportive Porto Novo | Africa Sports              | Foyer France Sénégal       |                 |
| 1952/53 | Jeanne d'Arc (Bamako)  | 3 - 1   | Racing Club de Conakry     | US Gorée                   | Jeunesse Club d'Abidjan    |                 |
| 1953/54 | US Gorée               | 1 - 0   | Foyer du Soudan            | Etoile Sportive Porto-Novo | Racing Club de Conakry     |                 |
| 1954/55 | US Gorée               | 7 - 0   | ASEC Abidjan               | AS Porto-Novo              | Avenir Saint-Louis         |                 |
| 1955/56 | Jeanne d'Arc (Bamako)  | 3 - 0   | ASEC Abidjan               | Foyer France Sénégal       | Essor                      |                 |
| 1956/57 | Réveil de Saint-Louis  | 4 - 1   | Africa Sports              | Etoile Filante (Lomé)      | Jeanne d'Arc (Bamako)      |                 |
| 1957/58 | Africa Sports          | 5 - 0   | ASEC Abidjan               | Foyer France Sénégal       | Société Sportive de Guinée |                 |
| 1958/59 | Saint-Louisienne       | 2 - 1   | Modèle Lomé                | Stella d'Abidjan           | ASC Jeanne d'Arc           |                 |
| 1960    | Etoile Filante (Lomé)  | 2 - 1   | Jeanne d'Arc (Bamako)      | AS Cotonou                 | Saint-Louisienne           |                 |